# Sun Lakes, Arizona
Sun Lakes je naseljeno područje za statističke svrhe u američkoj saveznoj državi Arizona. Prema popisu stanovništva iz 2010. u njemu je živjelo 13,975 stanovnika.